# گودنتووو
گودنتووو (به لاتین: Godętowo) یک روستا در لهستان است که در گمینا ونچتسه واقع شده‌است. گودنتووو ۲۱۶ نفر جمعیت دارد.